# Viennale
Viennale neboli Vienna International Film Festival (Mezinárodní filmový festival ve Vídni) je rakouský filmový festival. Koná se každoročně v říjnu ve Vídni.
První ročník se konal v roce 1960 pod názvem Erste Wiener Filmwoche. V roce 1962 byla filmová přehlídka součástí akce Wiener Festwochen, od následujícího roku se osamostatnila. Ředitelem festivalu byl v letech 1973 až 1986 režisér Edwin Zbonek. Od roku 1978 byl termín přesunut z jara na podzim. Dramaturgie se postupně zaměřila na auteurské filmy a na kinematografie východní Evropy. Na přípravě programu se podílel také Werner Herzog.
Festival je nesoutěžní, ale v jeho průběhu se od roku 1987 uděluje Vídeňská filmová cena pro nejlepší rakouský film roku a od roku 1996 také cena FIPRESCI. Je zaměřen na nekomerční, experimentální a politicky angažovanou hranou i dokumentární tvorbu. Trvá dva týdny a v jeho průběhu je promítnuto více než 300 filmů. Diváci mají možnost se seznámit se snímky prezentovanými na festivalech kategorie A i navštívit premiéry nových rakouských filmů. Součástí programu jsou také retrospektivy významných tvůrců, připravované ve spolupráci s Rakouským filmovým muzeem. V průběhu Viennale se konají také koncerty, výstavy a diskusní večery. Hosty festivalu byli Patti Smith, Harry Belafonte, Michael Caine, Asghar Farhadi a Tilda Swintonová.
Projekce se konají ve vídeňských sálech Uranie, Gartenbaukino a Stadtkino. S přibližně devadesáti tisíci návštěvníky ročně je Viennale největší rakouskou filmovou akcí. Je členem sdružení festivalů Austrian Film Festival Forum.